# Нейтринна мінімальна стандартна модель
Мінімальна стандартна модель нейтрино (англ. The Neutrino Minimal Standard Model; також використовуються скорочення νMSM або nuMSM) — розширення Стандартної моделі фізики елементарних частинок додаванням трьох (за кількістю поколінь) правих стерильних (таких, що не беруть участі в слабких взаємодіях) нейтрино з масами, що не перевищують електрослабкого масштабу енергій. Модель уперше запропоновано 2005 року в праці Такехіко Асакі (яп. 淺賀 岳彦, Asaka Takehiko) та Михайла Євгеновича Шапошнікова. У цій моделі в рамках єдиного підходу можна отримати розв'язки задач нейтринних осциляцій, темної матерії та баріонної асиметрії Всесвіту.

## Пошук легких стерильних нейтрино
Результати експериментів із вивчення нейтринних осциляцій в цілому добре описуються схемою з трьома нейтрино, що слабко взаємодіють. Однак кілька так званих нейтринних аномалій не знаходять пояснення в рамках такого підходу і, можливо, вказують на існування принаймні ще одного додаткового нейтринного стану (стерильного нейтрино) з масою ~ 1 еВ.
1. У нейтринному експерименті з короткою базою LSND (Liquid Scintillator Neutrino Detector[en])[3], у якому досліджувалося змішування мюонних антинейтрино та електронних антинейтрино внаслідок осциляцій, виявлено надлишок електронних антинейтрино на рівні 3,8σ для величини відношення бази до енергії нейтрино E/L ~ 1 еВ². Цей ефект перевірено в експерименті MiniBooNE (англ. Mini Booster Neutrino Experiment; Іллінойс, США)[4], результати якого в цілому узгодилися з результатом LSND, проте досягнута в MiniBooNE чутливість не дозволила однозначно підтвердити або спростувати результат LSND.
2. При вимірах зі штучними джерелами нейтрино в експериментах SAGE (Soviet-American Gallium Experiment на Баксанській нейтринній обсерваторії) та GALLEX (Gallium Experiment у Національній лабораторії Гран Сассо) кількість зареєстрованих подій виявилася меншою від очікуваної. Статистична значущість ефекту («галієва аномалія») склала близько 2,9σ. Цей дефіцит також можна пояснити осциляціями між електронним нейтрино і стерильним нейтрино з Δm² ~ 1 еВ²[5][6].
3. В результаті нової оцінки потоку антинейтрино від реакторів[7] отримано, що величина цього потоку приблизно на 3 % більша від попереднього значення, використовуваного протягом тривалого часу в реакторних експериментах. Це призвело до того, що потоки нейтрино, виміряні в різних експериментах на відстанях ≤ 100 м від активної зони реактора, виявилися меншими від потоків, визначених для цих відстаней на основі праці[7]. Таку розбіжність між передбаченим і виміряним потоками антинейтрино можна бвло б пояснити зникненням антинейтрино через осциляції з Δm² ~ 1 еВ². Цей ефект, статистична значущість якого становила 2,8σ, отримав назву «реакторна аномалія». Але подальші експерименти цей ефект подставили під сумнів[2].
4. Новий нейтринний експеримент BEST (англ. Baksan Experiment on Sterile Transitions), розпочатий 2019 року на Баксанській нейтринній обсерваторії та спрямований на виявлення передбачуваних нейтринних осциляцій між електронними та стерильними нейтрино за попередніми результатами підтверджує ефект. Станом на осінь 2021 року зі статистичною достовірністю, що наближається до 4σ[8].